# Vernadita
La vernadita és un mineral de la classe dels òxids. Rep el seu nom de Vladímir Vernadski (1863-1945), professor de geoquímica de la Universitat de Moscú, a Rússia, fundador de l'Acadèmia nacional de les ciències d'Ucraïna.

## Característiques
La vernadita és un hidròxid de fórmula química (Mn4+,Fe3+,Ca,Na)(O,OH)₂·nH₂O. Cristal·litza en el sistema hexagonal. La seva duresa a l'escala de Mohs és 2. Es pot confondre amb la feroxihita.
Segons la classificació de Nickel-Strunz, la vernadita pertany a «04.FE - Hidròxids (sense V o U) amb OH, sense H₂O; làmines d'octaedres que comparetixen angles» juntament amb els següents minerals: amakinita, brucita, portlandita, pirocroïta, theofrastita, portlandita, pirocroïta, bayerita, doyleïta, gibbsita, nordstrandita, boehmita, lepidocrocita, grimaldiïta, heterogenita, feitknechtita, litioforita, quenselita, ferrihidrita, feroxihita i quetzalcoatlita.

## Formació i jaciments
Va ser descoberta al dipòsit de manganès de Kusimovskoye, a la república de Baixkíria, a Rússia. Als territoris de parla catalana ha estat trobada únicament a la mina Joaquina, a la localitat de Bellmunt del Priorat, a la comarca del Priorat, província de Tarragona.

## Galeria d'imatges
- Galeria d'imatges